# Ван Сянси
Ван Сянси (кит. 王祥喜, род. август 1962, Мяньян, Хубэй) — китайский государственный и политический деятель, министр по управлению чрезвычайными ситуациями КНР со 2 сентября 2022 года.
Ранее Председатель совета директоров China Energy Investment Corporation (2018—2022), секретарь горкома КПК Суйчжоу (2010—2012), мэр Цзинчжоу (2006—2010).
Член Центрального комитета Компартии Китая 20-го созыва.

## Биография
Родился в августе 1962 года в уезде Мяньян, провинция Хубэй.
После возобновления всекитайских государственных экзаменов в 1979 году поступил в Институт угледобывающей промышленности Цзяозуо (ныне Хэнаньский политехнический университет) по специальности «инженер угледобывающей промышленности».
По окончании вуза в 1983 году принят в горнорудное управление Сунъи, спустя 12 лет в марте 1995 года сделал карьеру до должности заместителя главы управления. В апреле 1987 года вступил в Коммунистическую партию Китая.
С июня 1986 года — заместитель начальника управления угольной промышленности администрации провинции Хубэй, в феврале 2002 года назначен начальником управления. Одновременно с августа 2000 года — заместитель главы комитета по экономике и торговле администрации Хубэя, а с апреля 2003 года — начальник управления по качеству и техническому надзору администрации провинции.
В июне 2006 года назначен исполняющим обязанности мэра города Цзинчжоу, утверждён в этой должности в марте следующего года.
С мая 2010 года — секретарь (глава) горкома КПК Суйчжоу и председатель Собрания народных представителей города по совместительству. В июле 2012 года назначен секретарём партотделения КПК Народного правительства провинции Хубэй. В июне 2017 года вступил в должность секретаря политико-юридической комиссии КПК Хубэя и вошёл в состав Постоянного комитета парткома КПК провинции.
В марте 2019 года переведён в государственную горнодобывающую и энергетическую корпорацию China Energy Investment Corporation, где занял должности председателя совета директоров и секретаря партотделения КПК.
29 июля 2022 года назначен секретарём партотделения КПК Министерства по управлению чрезвычайными ситуациями КНР. 2 сентября 2022 года решением 36-й сессии Постоянного комитета Всекитайского собрания народных представителей 13-го созыва утверждён в должности министра по управлению чрезвычайными ситуациями КНР.